# Burgstall Weichering
Der Burgstall Weichering bezeichnet eine abgegangene Wasserburg etwa 100 Meter südwestlich der Kirche St. Vitus in Weichering im Landkreis Neuburg-Schrobenhausen in Bayern. Die Anlage wird als Bodendenkmal unter der Aktennummer D-1-7233-0483 als „Burgstall des Mittelalters und der frühen Neuzeit“ geführt. 

## Beschreibung
Die frühere Wasserburg stand auf einem 30 × 40 Meter messenden Plateau, das rund vier Meter über der Grabensohle lag. Als zusätzlichen Annäherungsschutz war sie noch mit einem Wall umzogen. Die Burganlage war vermutlich mit vier Ecktürmen bewehrt, so ist sie auf einem Bild in der nahen Kapelle dargestellt. An der West- und der Südseite der Kernburg war eine große Vorburg vorgelagert, die ebenfalls mit Graben und Wall umzogen war. Heute ist der zweiteilige Burgstall teilweise von einem Bauernhof und dem ehemaligen Forsthaus überbaut.